# Маркес, Вламир
Вламир Маркес (порт.-браз. Wlamir Marques; 16 июля 1937, Сан-Висенти, Бразилия — 18 марта 2025, Сан-Паулу) — бразильский баскетболист. Его считают одним из лучших бразильских баскетболистов всех времен. Выступал за клубы «Сан-Висенти», «XV ноября», «Коринтианс», «Кампинас». Выиграл бразильский чемпионат 1975 года в составе «Кампинаса».
В составе сборной Бразилии становился чемпионом мира в 1959 и 1963 годах. Серебряный призёр чемпионатов мира 1954 и 1970 годов. Вместе с Амаури Пасосом, Алгоданом и Росой Бранка считается самым лучшим поколением бразильского баскетбола. Бронзовый призёр Олимпийских игр 1960 и 1964 годов (оба раза бразильцы уступали только сборным США и СССР). Серебряный призёр Панамериканских игр 1963 года. Бронзовый призёр Панамериканских игр 1955 и 1959 годов.
Вламир Маркес и Крешимир Чосич делят рекорд по количеству медалей чемпионатов мира по баскетболу, у каждого по две золотые и две серебряные медали.
В 1991 году был включён в список 50 величайших игроков по версии ФИБА (наряду с тремия другими бразильцами).
Маркес умер 18 марта 2025 года в больнице Санта-Маджоре, Сан-Паулу.